# نیو براون

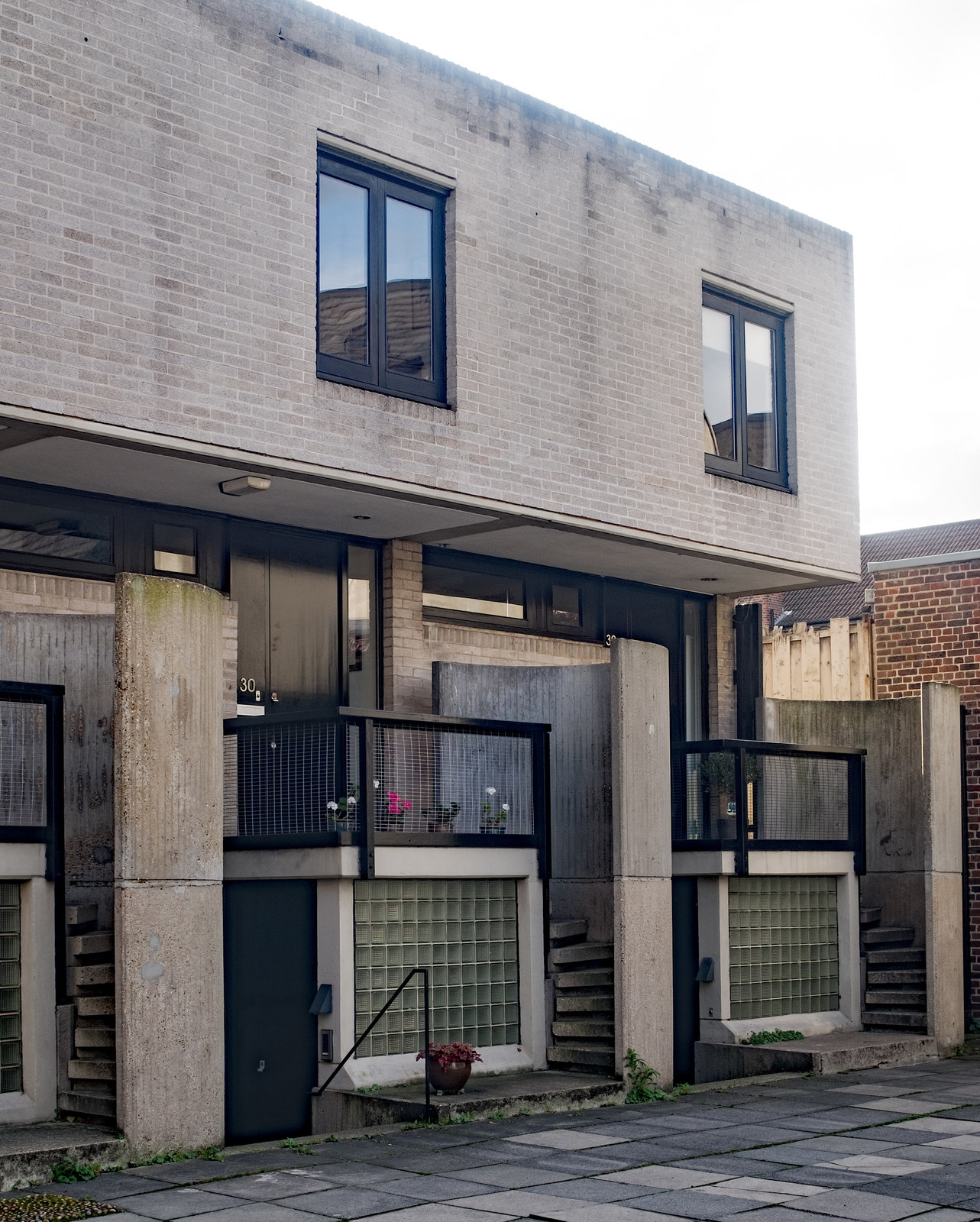
هنرمند و معمار معروف

نیو براون (انگلیسی: Neave Brown) معمار و هنرمند آمریکایی ساکن بریتانیا است. تخصص او در خانه‌سازی انبوه مدرن است. براون تنها معماری در بریتانیا است که همهٔ بناهای او فهرست‌شده هستند. از آثار معروف او می‌توان به دارتموث پارک و الکساندرا رود اشاره کرد.
او در سن ۷۳ سالگی از معماری بازنشسته شد و به مطالعهٔ هنرهای زیبا پرداخت.
در اکتبر ۲۰۱۷ براون برندهٔ مدال طلای انجمن سلطنتی معماران بریتانیا شد.